# Gmina Kowiesy
Die Gmina Kowiesy ist eine Landgemeinde im Powiat Skierniewicki der Woiwodschaft Łódź in Polen. Ihr Sitz ist das gleichnamige Dorf.

## Gliederung
Zur Landgemeinde Kowiesy gehören 24 Dörfer mit einem Schulzenamt:
Borszyce-Wola Pękoszewska
Budy Chojnackie
Chełmce
Chojnata
Chojnatka
Chrzczonowice
Franciszków
Jakubów
Janów
Jeruzal-Wólka Jeruzalska
Kowiesy-Wymysłów
Lisna
Michałowice
Nowy Lindów
Nowy Wylezin
Paplin
Paplinek
Pękoszew
Stary Wylezin
Turowa Wola
Ulaski
Wędrogów
Wycinka Wolska
Zawady
Kleinere Ortschaften der Gemeinde sind Chojnatka (osada) und Huta Zawadzka.